# 范長龍
范 長龍（はん ちょうりゅう、1947年5月 - ）は、中国人民解放軍の軍人。中国共産党中央政治局委員、党中央軍事委員会副主席、国家中央軍事委員会副主席。階級は上将。

## 経歴
遼寧省安東県出身。1969年9月、中国共産党入党。1968年10月から1969年1月までは、遼寧省東溝県孤山公社のインテリ青年だった。1969年1月、中国人民解放軍に入隊し、陸軍戦士、班長を務める。1971年10月、小隊長に任命。1972年3月から連隊政治処宣伝股見習幹事、組織股幹事。1973年10月、中隊政治指導員。1976年5月、連隊副連隊長、副連隊長兼参謀長。1980年10月～1982年8月、解放軍軍事学院完成班で学ぶ。
1982年8月、連隊長。1985年9月、師団参謀長。1990年9月、師団長。1993年2月、第16集団軍参謀長。1992年8月～1994年12月、中共中央党校経済管理専業函授で学ぶ。1995年3月、第16集団軍軍長に任命され、少将に昇進。2000年12月、瀋陽軍区参謀長。2002年7月、中将。2003年12月、解放軍総参謀長助理。2004年9月、済南軍区司令員に任命。2008年7月15日胡錦濤により上将に任じられた。
2012年11月、第17期7中全会において党中央軍事委員会副主席に選出。同年11月14日、第18回党大会において党中央委員会委員に選出されるとともに、11月15日の第18期1中全会において中国共産党中央政治局委員に選出され、党中央軍事委員会副主席に再選出された。2013年3月15日、第12期全国人民代表大会第1回会議において中華人民共和国中央軍事委員会副主席に選出。
2017年10月の第19回党大会において党中央委員から外れ、引退が決まった。
第16期中央候補委員、第17期中央委員、第18期中央政治局委員。